# Departure Bay Ferry Terminal
Das Departure Bay Ferry Terminal ist ein Fährhafen in der kanadischen Provinz British Columbia. Er liegt an der Straße von Georgia, in der Nähe der Stadt Nanaimo im Regional District of Nanaimo und der Tidenhub beträgt hier im Regelfall zwischen 1 und 4 Meter. Der Fährhafen liegt unter anderen auf der Route des Highway 1.
Heute betreibt BC Ferries (ausgeschrieben British Columbia Ferry Services Inc.), als der Hauptbetreiber der Fährverbindungen an der Westküste von British Columbia, von hier aus verschiedene Routen. In der Vergangenheit wurde das Terminal bereits von den Black Ball Ferries, als vorheriger Betreiber von Fährrouten an der Westküste, genutzt.

## Routen
Von hier werden folgende Ziele angelaufen:
- nach Vancouver über (Horseshoe Bay)

Die Verbindung nach Vancouver über Tsawawassen wurde zeitweise (während der Instandsetzungsarbeiten am Duke Point Ferry Terminal) von hier aus bedient.

## Verkehrsanbindung
Das Fährterminal ist an den öffentlichen Personennahverkehr durch das „Regional District of Nanaimo Transit System“ angebunden, welches von BC Transit in Kooperation betrieben wird.